# خارج از دید (فیلم ۱۹۹۸)
خارج از دید یه فیلم جنایی آمریکایی است. این فیلم توسط استیون سودربرگ کارگردانی شده و براساس رمانی به همین نام و به نویسندگی المور لئونارد ساخته شده است. جنیفر لوپز در نقش کارن سیسکو و جورج کلونی در نقش جک فولی در این فیلم به ایفای نقش پرداخته‌اند. این فیلم سرآغاز همکاری‌های متعدد بین سودربرگ و جورج کلونی شد.
خارج از دید در تاریخ ۲۶ ژوئن ۱۹۹۸ اکران شد. این فیلم در دو قسمت فیلمنامه اقتباسی و تدوین نامزد دریافت جایز اسکار بود. فیلم مذکور موفق به دریافت جایزه ادگار برای بهترین فیلمنامه و کسب جوایز بهترین فیلم، فیلمنامه و کارگردانی از انجمن ملی منتقدان فیلم شد. این فیلم منجر به ساخت سریال تلویزیونی کارن سیسکو گردید. فیلم موضوعی درام را روایت می‌کند.

## خلاصه داستان
«جک فولی» پس از سرقت یک بانک دستگیر می‌شود و سر از زندانی در فلوریدا درمی‌آورد. او با کمک دوستش، «بادی براگ» از زندان می‌گریزد و ناچار می‌شود یک پلیس زن به نام «کارن سیسکو» را به گروگان بگیرد.